# Северная Гренландская компания

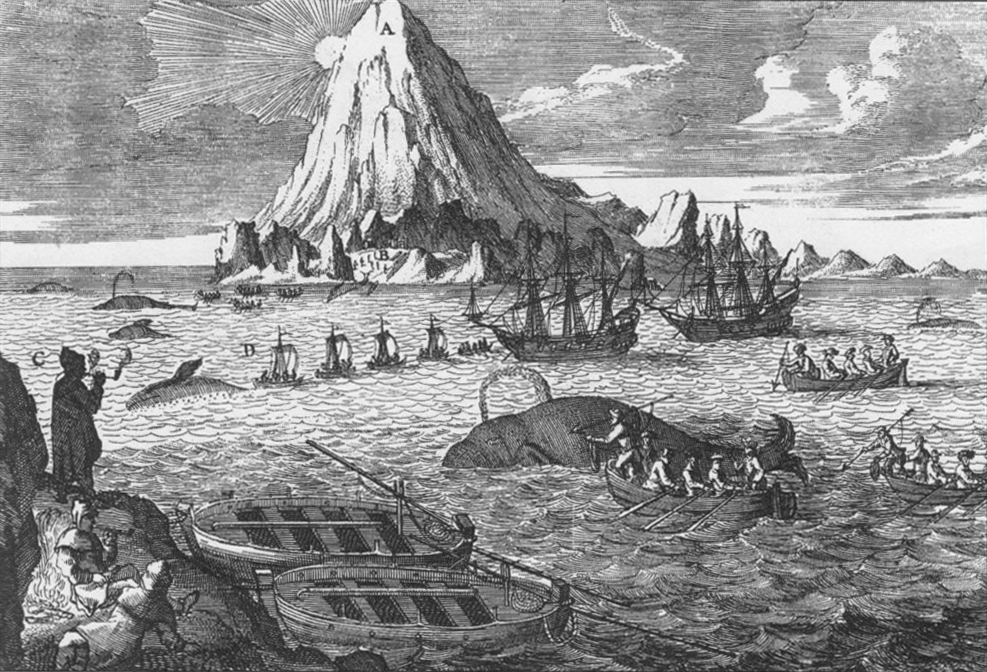
Китобойный промысел около острова Медвежий, гравюра неизвестного автора XVIII века

Северная Гренландская компания (также Северная Компания, Шпицбергенская компания, нидерл. Noordsche-Groenlandse Compagnie, нидерл. Noordse Compagnie, нидерл. Compagnie van Spitsbergen) — нидерландская компания, созданная в XVII веке для китобойного промысла. Существовала с 1614 по 1642 год.

## История
В 1612 году первая голландская коммерческая китобойная экспедиция отправилась на Новую Землю, после того как было сочтено, что китобойный промысел около Мыса Доброй Надежды бесперспективен. Северная Компания была основана 27 января 1614 года на острове Влиланд.
Китобойный промысел был жёстко привязан к сезону. Корабли (часть команды которых составляли голландцы, а часть — наёмные матросы из других стран), отправлялись в плавание весной из различных портов Нидерландов. Через три недели они приходили в прибрежные воды Шпицбергена, Ян-Майена или острова Медвежий. В сентябре или, самое позднее, в октябре корабли возвращались обратно в Нидерланды. На Ян-Майене и Шпицбергене (Смеренбург) были основаны китобойные посёлки, в которых летом производили ворвань и другие продукты. Компании в течение многих лет принадлежала монополия на китовый промысел. Участники собирали деньги на каждую экспедицию, а немедленно после её завершения делили прибыль.

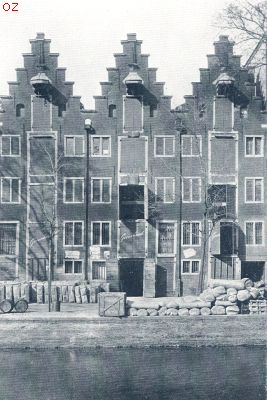
Гренландские пакгаузы на канале Кейзерсграхт в Амстердаме (дома 40, 42, 44).

## Организация
Правление компании было разделено на пять отделений (палат — нидерл. kamers). Они обладали достаточной самостоятельностью и располагались в городах Амстердам, Хоорн, Энкхёйзен, Роттердам и Делфт. Каждый город строил на арктических островах (в частности, в Смеренбурге) собственные сооружения. В 1616 году часть компании приобрёл зеландец Ян Лампсис, после чего палаты появились также в городах Зеландии — Флиссинген, Мидделбург и Веере. В 1636 году две новые палаты появились во фризских городах — Харлингене и Ставерене.

## Деятельность
Компания занималась китобойным промыслом в Арктике, от Новой Земли до Ньюфаундленда и пролива Дэвиса. Компания не претендовала на территориальную принадлежность этих областей собственно компании или Нидерландам, но сохраняла полную монополию на торговлю. В начале деятельности нанимали много баскских членов экипажа и гарпунеров. Кроме китов, охотились также на моржей и тюленей, а также на белых медведей. Главным продуктом компании была ворвань (китовый жир).
Известный в будущем голландский адмирал Михиел де Рейтер в начале своей карьеры три года (1633 по 1635) служил штурманом на судах компании.
Компания прекратила своё существование в 1642 году в связи с тем, что киты в прибрежных водах были истреблены и попадались только в открытом море. Дополнительным фактором, способствовавшим упадку компании, была жёсткая конкуренция со стороны датчан. Монополия на китобойный промысел была отменена, так что им смогли заниматься частные лица.
На Западно-Фризских островах, население которых было сильнее всего вовлечено в китобойный промысел, многие сохранившиеся надгробия капитанов сделаны из китовых челюстей.